# Mutilação genital feminina

Mapa de dados mostrando a percentagem de mulheres com idades compreendidas entre os 15 e os 49 anos que foram submetidas a MGF (2020). Não existem dados para os países a cinzento claro.

A mutilação genital feminina (MGF), também por vezes chamada de circuncisão feminina, termo que a comunidade médica rejeita, é a remoção ritualista de parte ou de todos os órgãos sexuais externos femininos. Geralmente executada por um circuncisador tradicional com a utilização de uma lâmina de corte, com ou sem anestesia, a MGF concentra-se em 27 países africanos, Indonésia, Iémen e no Curdistão iraquiano, sendo também praticada em vários outros locais na Ásia, no Médio Oriente e em comunidades expatriadas em todo o mundo. Mais de metade dos casos documentados pela Unicef concentram-se em apenas 3 países (Indonésia, Egito e Etiópia). A idade em que é realizada varia entre alguns dias após o nascimento e a puberdade. Em metade dos países com dados disponíveis, a maior parte das jovens é mutilada antes dos cinco anos de idade.
Os procedimentos diferem de acordo com o grupo étnico. Geralmente incluem a remoção do clítoris e do prepúcio clitoriano e, na forma mais grave, a remoção dos grandes e pequenos lábios e encerramento da vulva. Neste último procedimento, denominado "infibulação", é deixado um pequeno orifício para a passagem da urina e o sangue da menstruação e a vagina é aberta para relações sexuais e parto. As consequências para a saúde dependem do procedimento, mas geralmente incluem infeções recorrentes, dor crónica, dificuldade de urinar ou escoar o fluxo menstrual, cistos, impossibilidade de engravidar, complicações durante o parto e hemorragias fatais. Não são conhecidos quaisquer benefícios médicos.
A prática tem raízes nas desigualdades de género, em tentativas de controlar a sexualidade da mulher e em ideias sobre pureza, modéstia e estética. É geralmente iniciada e executada por mulheres, que a vêem como motivo de honra e receiam que se não a realizarem a intervenção as filhas e netas ficarão expostas à exclusão social. Mais de 130 milhões de mulheres e jovens foram alvo de mutilação genital nos 29 países onde é mais frequente. Entre estas, mais de oito milhões foram infibuladas, uma prática que na sua maioria ocorre no Djibuti, Eritreia, Somália e Sudão. 
A mutilação genital feminina vem sendo ilegalizada ou restringida em grande parte dos países onde é comum, embora haja grandes dificuldades em fazer cumprir a lei. Desde a década de 1970 existem esforços internacionais para abolir esta prática. Em 2012, a Assembleia Geral das Nações Unidas reconheceu a mutilação genital feminina como violação de direitos humanos e votou de forma unânime pela intensificação dos esforços pela sua abolição.

## Origem histórica
As origens da MGF são desconhecidas. Gerry Mackie pensa que a prática teria começado no Reino de Cuxe (actual Sudão) no 1º ou 2º milênio a.C. e sugere que a infibulação teria sido criada em um contexto de poliginia para garantir a paternidade das crianças. O exame de múmias egípcias não mostrou nenhum sinal de MGF. Citando o anatomista australiano Grafton Elliot Smith, que estudou centenas de múmias no início do século XX, Mary Knight observa que as regiões genitais podem parecer MGF de tipo III, mas acrescenta que isso está relacionado à deterioração ou remoção pós-mortem de tecidos moles por embalsamadores; estas razões também impedem qualquer identificação de um tipo I ou II.
Contudo, supõe-se geralmente que a MGF se originou no Egito faraónico, e que essa seria a origem do termo "circuncisão faraônica".
A primeira menção conhecida da circuncisão masculina e feminina aparece em escritos do geógrafo e historiador grego Estrabão, que, visitando o Egito cerca de de 25 a.C., escreveu, no seu trabalho Geografia, que "um dos costumes mais zelosamente observados entre os egípcios é esse, eles educam escrupulosamente todas as crianças que nasceram, e circuncidam os machos e excisam as fêmeas".
Um papiro grego datado de 163 a.C. mencionou a operação realizada em meninas em Memphis, no Egito, na época em que receberam seus dotes, apoiando teorias de que a MGF se originou como uma forma de iniciação de mulheres jovens.
Quaisquer que sejam as origens da prática, a infibulação vinculou-se à escravidão. Gerry Mackie cita o missionário português João dos Santos, que em 1609 escreveu sobre um grupo perto de Mogadíscio que tinha o "costume de costurar suas fêmeas, especialmente suas escravas jovens para torná-las incapazes de concepção, o que torna esses escravos mais caros, tanto pela sua castidade como por uma maior confiança que seus Mestres colocam nelas ". Assim, Mackie argumenta, uma "prática associada à vergonhosa escravidão feminina veio a representar honra".
Numa época mais próxima da actual, ginecologistas da Europa do século XIX e dos Estados Unidos retiravam o clitóris para tratar a loucura e a masturbação. Um médico britânico, Robert Thomas, sugeriu a clitoridectomia como uma cura para a ninfomania em 1813. A primeira clitoridectomia relatada no Ocidente, descrita em The Lancet em 1825, foi realizada em 1822 em Berlim por Karl Ferdinand von Graefe em uma menina de 15 anos que se masturbava excessivamente.
Isaac Baker Brown, um ginecologista inglês, presidente da Medical Society of London e co-fundador em 1845 do St. Mary Hospital, acreditava que a masturbação ou "irritação não natural " do clitóris, causava histeria, irritação espinhal, convulsões, idiotice, manias e até morte. Logo, removia o clitóris " sempre que tinha a oportunidade de fazê-lo". Os resultados não eram, de modo algum, satisfatórios, mas Brown realizou várias clitoridectomias entre 1859 e 1866. Quando expôs num livro os seus pontos de vista, caiu em desgraça junto dos seus pares, que o acusaram de charlatanismo e o expulsaram da Sociedade de Obstetrícia de Londres. Em França, por volta também dessa época, o médico Jules Guérin "curava" as suas pacientes queimando-lhes os clitóris com um ferro em brasa.
Mais tarde no século XIX, A. J. Bloch, um cirurgião em Nova Orleans, removeu o clitóris de uma menina de dois anos de idade, que supostamente se masturbava. Clitoridectomias e outras cirurgias castradoras foram realizadas nos Estados Unidos na década de 1960 para tratar a histeria, erotomania e lesbianismo.

## Métodos
O procedimento é geralmente realizado por uma circuncisadora tradicional, nas casas das meninas, com ou sem anestesia. O cortador é geralmente uma mulher mais velha, mas em comunidades onde o barbeiro assumiu o papel de assistente de saúde, ele também executará a MGF.
Quando atuam os cortadores tradicionais, podem ser usados dispositivos não esterilizados, incluindo facas, navalhas, tesouras, vidro e pedras afiadas.
Profissionais de saúde estão freqüentemente envolvidos no Egito, no Quênia, na Indonésia e no Sudão. No Egito, 77 por cento dos procedimentos de MGF, e na Indonésia mais de 50 por cento, foram realizados por profissionais médicos a partir de 2008 e 2016. Mulheres no Egito relataram em 1995 que anestesia local tinha sido usada em suas filhas em 60 por cento dos casos, anestesia geral em 13 por cento, e nenhuma anestesia em 25 por cento (dois por cento faltavam / não sabiam).
A crescente medicalização da MGF é preocupante — afirma a Dra. Enshrah Ahmed — pode criar um senso de legitimidade para a prática, dando a impressão de que o procedimento é bom para a saúde, ou pelo menos inofensivo, e contribuir para a sua institucionalização, tornando-a rotineira e até mesmo levando à sua disseminação em grupos culturais que atualmente não a colocam.

## Classificação
A Organização Mundial de Saúde classificou a MGF em quatro tipos distintosː

Tipos de MGF

- Tipo I — Clitoridectomia — é a remoção parcial ou total do clitóris (uma parte pequena, sensível e erétil dos genitais femininos) e, em casos muito raros, apenas o prepúcio do clitóris.
- Tipo II — Excisão — esta é a remoção parcial ou total do clitóris e dos pequenos lábios (as dobras interiores da vulva), com ou sem a remoção dos grandes lábios (as dobras exteriores da pele da vulva).
- Tipo III — Infibulação ou excisão faraónica. A infibulação é considerada a pior das formas de MGF., com a amputação do clitóris e dos pequenos lábios, os grandes lábios são seccionados, aproximados e suturados, sendo deixada apenas uma minúscula abertura necessária à passagem da urina e da menstruação. Esse orifício é mantido aberto por um filete de madeira ou palha. As pernas devem ficar amarradas durante 2 ou 6 semanas. Assim, a vulva desaparece, ficando perfeitamente lisa. Por ocasião do casamento a mulher será “aberta” pelo marido (usando por vezes uma faca) ou por uma “matrona”, mulher mais experiente no assunto. Mais tarde, quando se tem o primeiro filho, essa abertura é aumentada para permitir o parto, sempre difícil porque o tecido cicatricial não distende. Algumas vezes, após cada nascimento, a mulher é novamente infibulada.
- Tipo IV — Isto inclui todos os outros procedimentos prejudiciais para a genitália feminina para fins não médicos como picar, perfurar, incisar, raspar e cauterizar a área genital.[31][32]

## Consequências

### A curto e longo prazo
A MGF prejudica a saúde física e emocional das mulheres ao longo de suas vidas. Não tem benefícios para a saúde conhecidos. As complicações a curto ou longo prazo dependem do tipo de MGF, se os praticantes tiveram treinamento médico, e se usaram antibióticos e instrumentos cirúrgicos esterilizados ou de uso único. No caso do Tipo III, outros fatores incluem o quão pequeno furo foi deixado para a passagem de urina e sangue menstrual, se fio cirúrgico foi usado em vez de agave ou espinhos de acácia e se o procedimento foi realizado mais de uma vez. 
Complicações comuns a curto prazo incluem inchaço, hemorragia excessiva, dor, retenção de urina e problemas de cicatrização e/ou infecção da ferida. Uma revisão sistemática em 2015 de 56 estudos que registraram complicações imediatas sugeriu que cada uma delas ocorreu em mais de uma em cada dez meninas e mulheres submetidas a qualquer forma de MGF, incluindo o corte simbólico do clitóris (Tipo IV), embora os riscos aumentassem com o Tipo III. A revisão também sugeriu que havia uma escassez de relatos. Outras complicações a curto prazo incluem hemorragia fatal, anemia, infecção urinária, septicemia, tétano, gangrena, fasciíte necrosante e endometrite. Não se sabe ao certo quantas mulheres morrem como resultado da prática, porque as complicações podem não ser reconhecidas ou relatadas. É pensado que o uso de instrumentos compartilhados por parte dos praticantes ajuda à transmissão da hepatite B, hepatite C e HIV, embora nenhum estudo ainda o tenha demonstrado. 
As complicações a longo prazo variam de acordo com o tipo de MGF. Incluem a formação de cicatrizes e quelóides que levam a restrições e obstrução, cistos epidermóides que se podem infectar e formação de neuroma envolvendo os nervos que terminavam no clitóris.

### Gravidez e parto
A MGF pode colocar as mulheres em maior risco de problemas durante a gravidez e o parto, que são mais comuns com os procedimentos mais amplos de MGF. As mulheres infibuladas podem tentar tornar o parto mais fácil comendo menos durante a gravidez para reduzir o tamanho do bebê. A avaliação cervical durante o trabalho de parto pode ser impedida e o trabalho prolongado ou obstruído. A laceração de terceiro grau (rasgos), o dano dos esfíncteres e a cesariana de emergência são mais comuns em mulheres infibuladas.
A mortalidade neonatal é aumentada. A OMS estimou, em 2006, que um número adicional de 10 a 20 bebês morrem por cada 1 000 partos, como resultado da MGF. A estimativa foi baseada em um estudo de 28 393 mulheres atendidas em 28 centros obstétricos em Burkina Faso, Gana, Quênia, Nigéria, Senegal e Sudão. Nessas condições, verificou-se que todos os tipos de MGF aumentavam o risco de morte para o bebê: 15% mais para o Tipo I, 32% para o Tipo II e 55% para o Tipo III. Os motivos para isso não foram claros, mas podem estar relacionados com as infecções do trato urinário e genital e à presença de tecido cicatricial. Os pesquisadores foram de opinião que a MGF estava associada a um risco aumentado, para a mãe, de danos no períneo e perda de sangue excessiva, bem como a necessidade de reanimar o bebê, e o nascimento de nado-mortos, talvez por causa de um demasiado longo trabalho de parto.

### Efeitos psicológicos e sobre a função sexual
De acordo com uma revisão sistemática de 2015, há pouca informação de boa qualidade disponível sobre os efeitos psicológicos da MGF. Vários estudos concluíram que as mulheres com MGF sofrem de ansiedade, depressão e transtorno de estresse pós-traumático. Sentimentos de humilhação, impotência, vergonha e traição familiar podem desenvolver-se quando essas mulheres deixam a cultura que pratica a MGF e descobrem que a sua condição não é a normal; porém, dentro da cultura que a pratica, poderão vê-la com orgulho, porque para si significa beleza, respeito pela tradição, religião, castidade e higiene.
Estudos sobre a função sexual também são reduzidos. Uma metanálise de 15 estudos envolvendo 12 671 mulheres de sete países concluiu que as mulheres com MGF tinham duas vezes mais probabilidade de não reportar desejo sexual e 52 por cento mais de propensão a relatar dispareunia (relações sexuais dolorosas). Um terço relatou sentimentos sexuais reduzidos.

## Tratamento e reparação cirúrgica
É possível tentar reconstruir a área genital feminina através da cirurgia. Os resultados podem variar. O desenvolvimento de novas melhorias nas operações de reconstrução existentes pode exigir mais tempo. Os tratamentos conhecidos são:
- Vulvoplastia.
- Labiaplastia.
- Clitoroplastia.
- Vaginoplastia.

O prepúcio do clitóris pode ser reduzido, mas, durante as reduções, pode ocorrer algum tipo de lesão permanente dos nervos do clitóris. Portanto, alguns consideram isso como um tipo de mutilação genital feminina.

### Experiências de reparação
A MGF pode (até certo ponto, pelo menos) ser revertida. É isso que faz o médico francês, Pierre Foldès, pioneiro neste tipo de intervenções, que juntamente com o urologista Jean-Antoine Robein, iniciou em 2002 cirurgias reparadoras do clitóris. Em 2012, afirmou que durante 11 anos, a sua equipa tinha operado à volta de 3 000 mulheres. Foldès compara o trauma causado pela MGF a uma violação.
Cerca de 866 pacientes (29%) foram seguidas após um ano de cirurgia. Destas, 821 relataram ter uma melhora ou, pelo menos, não agravamento da dor; 815 disseram que experimentaram prazer no clitóris e 431 alegaram ter orgasmos. Em França desde 2004, a operação é assumida pela Segurança Social, entendendo ser não uma operação de cirurgia estética, mas de cirurgia funcional. A cantora franco-maliana Inna Modja, uma ativista anti-MGF, afirmou que ela mesma tinha sido vítima de mutilação e explicou sua experiência em reconstrução do clitóris.
Foldès encontrou alguma resistência a sua prática, incluindo múltiplas ameaças de morte. Homens armados com facas o confrontaram em seu escritório muitas vezes. Em sua opinião, essas ameaças provêem de islâmicos radicais.

## Prevalência
De acordo com os dados disponíveis, a mutilação genital feminina (MGF) é praticada em cerca de 28 países de África , e em muitos outros no Oriente Médio e na Ásia, bem como várias comunidades de imigrantes na Europa, Américas e Austrália. Um folheto da UNICEF datado de 2016 estima que 200 milhões de mulheres em 30 países sofreram MGF, e salienta que desse número mais de metade dos casos se referem a apenas 3 paísesː Indonésia, Egipto e Etiópia. A organização considera-a uma "preocupação global". Anota também que embora haja um declínio da prática, é insuficiente para acompanhar o aumento do crescimento populacional, pelo que, mesmo a manter-se a tendência , o número de casos de MGF aumentará durante os próximos quinze anos.
A UNICEF tem sofrido algumas críticas por só tardiamente reconhecer a existência do problema fora de África, só aceitando os seus próprios dados. Em 2003, por exemplo, já havia estudos (da Population Council and USAID entre outros) que apontavam para uma prevalência de quase cem por cento da MGF na Indonésia, mas só em 2016 a organização aceitou o facto oficialmente.
As organizações de ajuda definem a prevalência de MGF como a percentagem da faixa etária de 15 a 49 anos que a sofreram. Os números obtidos baseiam-se em inquéritos domésticos representativos por nacionalidade, conhecidos como Inquéritos Demográficos e de Saúde (DHS), desenvolvidos pela Macro International (actual ICF), e financiados principalmente pela Agência dos Estados Unidos para o Desenvolvimento Internacional (USAID), e Pesquisas de Indicadores Múltiplos por Grupos (MICS) conduzidas com ajuda técnica e financeira da UNICEF. Esses levantamentos foram realizados em África, Ásia, América Latina e em outros lugares a cada cinco anos, desde 1984 e 1995, respectivamente. O trabalho de várias organizações de defesa dos direitos da mulher em todo o Mundo, tais como o Orchid Project ou a WADI, complementa o da UNICEF, e tenta preencher lacunas de dados existentes e combater a prática da MGF.
O primeiro inquérito sobre a MGF foi o DHS 1989-1990 no norte do Sudão. A primeira publicação a estimar a prevalência de MGF com base em dados de DHS (em sete países) foi de Dara Carr da Macro International em 1997.

As pesquisas efectuadas constataram que a MGF é mais comum em áreas rurais, menos comuns na maioria dos países entre as meninas das famílias mais ricas, e menos comum em meninas cujas mães tiveram acesso à educação primária ou secundária/superior. Contudo, nem sempre é esse ocaso: na Somália e no Sudão, a situação foi invertida: na Somália, o acesso das mães ao ensino secundário/superior foi acompanhado por um aumento da prevalência da MGF nas suas filhas e, no Sudão, o acesso a qualquer educação foi acompanhado também de um aumento. 

Prevalência da mutilação genital feminina (15 a 49 anos de idade) sómente para os casos de África, Egipto, Curdistão Iraquiano e Iémen -conforme dados obtíveis pela UNICEF em 2016

### África
O caso de África é dos melhor documentados pela UNICEF. As principais áreas são cerca de 29 países na África Ocidental e Nordeste. Em 10 países — no Burkina Faso, Djibuti, Egito, Eritreia, Guiné, Mali, Mauritânia, Serra Leoa, Somália e no Sudão — a prática é quase nacional: mais de 67 a 98% das mulheres com idades entre 15 e 49 anos são mutiladas A infibulação (tipo III) é particularmente comum no Djibuti, na Eritreia, na Etiópia, na Somália e no Sudão. No Djibuti e no Sudão é mais de metade das mulheres, na Somália cerca de 80% das mulheres são afectadas por esta intervenção.
No Egipto, um país transcontinental, na sequência de uma reportagem da CNN, em 1994 , que documentava a prática no Cairo, o então presidente Mubarak negou que a prática existisse de todo no Egipto. Após vários acontecimentos, o Sheik Gad Al-Haq, Grã Imã de al-Azhar, emitiu uma fatwa, considerando que a MGF, embora não requerida pelo Islão, era um ritual religioso e uma ação honrosa para as mulheres , e encorajava os pais a fazê-la nas suas filhas. Em 2008, a prática foi proibida.

### Médio Oriente
Exceptuando o caso do Iémen (30%) e do Curdistão Iraquiano, a UNICEF não possui dados pormenorizados sobre a MGF nos países do Médio Oriente. Isto devido a vários factores, como a natureza dessas sociedades — o facto de grande parte serem ditaduras, ou serem zonas de guerra, e a profusão de tabus sexuais e outros, que impedem ou dificultam estudos a nível nacional. Assim, as únicas evidências são as obtidas através de organizações como a Orchid Project, a WADI, ou a WomanStats Project, (esta última uma das que apresentam mapas globais mais detalhados sobre a situação das mulheres no Mundo), outras diversas ONG , ou testemunhos pessoais.
No Irão, a MGF concentra-se especialmente entre os chafeístas curdos e a minoria sunita do país, em zonas rurais, em percentagens de 40 a 85%.
Em 2004, uma equipa da WADI ficou chocada com a descoberta da prática no norte do Iraque, praticada geralmente em crianças entre os 4 e 12 anos, sem qualquer anestesia. Em 2010, a WADI publicou um estudo sobre MGF na região curda do Iraque, que constatou que 72% das mulheres e meninas foram mutiladas. Dois anos depois, um estudo semelhante foi realizado na província de Kirkuk com achados de 38%.
Em Omã, estima-se uma percentagem de 78%, com agravamento desses números na região mais conservadora da província do sul, Dofar.
A MGF está presente nos Emirados Árabes Unidos, numa percentagem de 34%
Na Arábia Saudita, é encontrado o procedimento, mas tudo indica não ser predominante entre as próprias mulheres sauditas, mas sim entre a sua numerosa população imigrante — egípcias, sudanesas, e somalis — que transportam o hábito consigo. Contudo, a WADI faz notar que o clérigo radical Muhammad Salih al-Munajjid, no seu conhecido site Islam QA, aprova a MGF, o que terá provavelmente algum efeito entre os seus seguidores sauditas. Há pouca certeza sobre os números.
Pratica-se em Israel, em determinados grupos, e na Palestina, mas desconhece-se com que frequência. Existe também em vários outros países da zona, mas a escassez de dados não permite conclusões fiáveis.

### América do Norte
A MGF é praticada no Canadá entre as comunidades de imigrantes e refugiados, oriundos principalmente da Somália e Nigéria. Não existem estatísticas exactas disponíveis. Há evidências de que algumas das famílias dessas comunidades enviam as filhas para os países de origem, a fim de as submeter á intervenção.
Quanto aos EUA, o Centers for Disease Control and Prevention (CDC) estimou em 1997 que 168 mil meninas vivendo nos Estados Unidos haviam sofrido MGF ou estavam em risco. Khalid Adem, um muçulmano de origem etíope, tornou-se a primeira pessoa a ser sentenciada nos EUA em um caso de MGF; foi condenado a dez anos em 2006 por ter cortado o clitóris de sua filha de dois anos com um par de tesouras. Realizar o procedimento em qualquer pessoa com idade inferior a 18 anos é ilegal nos EUA desde1997 pela Lei Federal de Proibição da Mutilação Genital Feminina. Uma lei aprovada em janeiro de 2013 proíbe transportar uma menina dos EUA para se submeter à MGF no exterior do país.
Fauziya Kasinga, de 19 anos, membro da tribo Tchamba-Kunsuntu, do Togo, recebeu asilo em 1996, depois de deixar um casamento forçado, para escapar da MGF; Isso estabeleceu um precedente na lei de imigração dos EUA porque foi a primeira vez que a MGF foi aceita como uma forma de perseguição de género.

### América do Sul
A prática da MGF só é conhecida na tribo indígena dos Emberá, na Colômbia; não se conhecem números.

### Ásia Meridional, Sudeste Asiático e Ásia Central
Não existem dados sobre o Afeganistão. A RAWA (Associação Revolucionária das Mulheres do Afeganistão) afirma categoricamente que ela não existe no país.
Na Índia, as estimativas sugerem que 80 a 90% das mulheres na comunidade muçulmana xiita dos Dawoodi Bohra sofreram MGF. Existem cerca de 2 milhões de Bohra na Índia. Em uma pesquisa, mais de 70% das entrevistadas dos Bohra disseram que um profissional não treinado lhes havia efectuado o procedimento. A MGF está a ser praticada também em Kerala, entre muçulmanos sunitas, onde foi encontrado em Agosto de 2017 pelas equipas da ONG Sahiyo. A MGF é crime sob a Lei de Proteção de Crianças contra Infracções Sexuais de 2012; Código Penal Indiano, de 1860 e Código de Processo Penal, de 1973.
Na Indonésia, prevalece a MGF dos tipos I e IV. Em 2006, a jornalista Abigail Haworth presenciou a operação sendo executada em 248 meninas num edifício escolar em Bandung. 97,5% das mulheres pesquisadas de famílias muçulmanas são mutiladas até a idade de 18 anos.
Em certas comunidades da Indonésia, a cerimônia massiva de circuncisão feminina (khitanan massal) é organizada por fundações islâmicas locais por altura do aniversário de Maomé. Algumas MGF são Tipo IV feitas com uma caneta, outras são tipo I feitas com tesoura. Dois estudos indonésios a nível nacional em 2003 e 2010 encontraram mais de 80% dos casos amostrados envolvendo corte, geralmente desde recém-nascidos até à idade de 9 anos. Os levantamentos demonstraram que a circuncisão entre meninas e meninos é uma prática universal nos locais de estudo, em todos os quais o Islão era a principal religião. Em todos os locais, entre todas as crianças de 15 a 18 anos, 86 a 100% das meninas já tinham sido mutiladas. Mais de 90% das famílias visitadas nesses estudos desejavam que a prática continuasse.
O governo indonésio proibiu a prática em 2006, mas cedeu sob pressão das organizações islâmicas em 2010 e emitiu um regulamento que permitia a MGF se fosse realizada por profissionais médicos, parteiras e enfermeiras. Revogou esse regulamento em 2014, mas não especificou penalidades para aqueles que realizassem a MGF. Continua a ser praticada, havendo indícios de que se aproxima dos 100% na região de Aceh.
A MGF do Tipo I é predominante na Malásia, onde 93% de mulheres de famílias muçulmanas, segundo um estudo de 2011 da Universidade de Malaya, foram mutiladas. É amplamente considerado como uma tradição da Suna feminina, nos velhos tempos feitos por parteiras e agora por médicos. As mulheres da Malásia reivindicam a obrigação religiosa (82%) como principal razão para a circuncisão feminina, com higiene (41%) e prática cultural (32%) como outros grandes motivadores para a prevalência da MGF. A Malásia é uma sociedade multicultural, a MGF é predominante na comunidade muçulmana, e não é observada entre as suas minorias budistas e hindus. Em 2009, a Comissão de Fatwas do Conselho Nacional da Malásia de Assuntos Religiosos Islâmicos decidiu que a circuncisão feminina era obrigatória para todas as mulheres muçulmanas, a menos que os seus métodos fossem prejudiciais. Em 2012, o Ministério da Saúde do governo malaio propôs diretrizes para reclassificar e permitir a circuncisão feminina como uma prática médica.
Na República das Maldivas, a prática está a renascer devido à influência dos clérigos muçulmanos, que a consideram obrigatória.
È praticada no Paquistão. entre algumas comunidades, como, por exemplo, os muçulmanos Bohra, a comunidade dos Sidis, considerada de origem árabe-africana, e também é encontrada em comunidades muçulmanas perto da fronteira do Irão com a zona do Baluchistão paquistanês. Uma pesquisa da ONG Sahiyo em 2016 estima uma prevalência de 80 % entre os Bohra.
Predomina em partes das Filipinas. As comunidades que praticam a MGF chamam-na de Pag-Sunnat, por vezes Pag-Islam, e incluem os Tausugs de Mindanao, os Yakan da ilha de Basilan e outras comunidades muçulmanas. Costuma ser realizada em meninas entre alguns dias de idade e 8 anos.
A MGF é praticada também pela comunidade muçulmana malaia em Singapura; pela minoria muçulmana no Sri Lanka; e pela população muçulmana do Sul da Tailândia.

### Oceania
Na Austrália foi conduzida uma pesquisa na unidade de vigilância pediátrica do Hospital Infantil de Westmead, em Sydney, que descobriu que quase 60 meninas, atendidas por pediatras e especialistas em saúde infantil desde 2010, tinham sido submetidas a MGF, muitas delas à forma mais extrema do procedimento. Os dados fornecem a primeira imagem nacional, mas acredita-se que seja uma subestimativa grosseira do número real de casos. "Cerca de 20 por cento deles tiveram infibulação — isto é, a remoção do clitóris — a genitália externa removida e costurada a abertura", disse a professora de pediatria e saúde infantil, Elizabeth Elliott.
Pensa-se que o problema na Austrália é maior do que o estudo mostra. Apesar de a MGF ser reconhecida como abuso físico pela lei australiana, apenas 13 das meninas foram encaminhadas ou estavam sendo gerenciadas por serviços de proteção à criança. A maioria das meninas tinham idades entre 5 meses e 18 anos de idade, foram identificadas em clínicas de saúde de refugiados nos principais hospitais de Perth e Melbourne, nasceram na África e tiveram o procedimento realizado naquele país.
O Royal Australasian College of Physicians disse em um comunicado que "reconhece a mutilação genital feminina como uma violação dos direitos humanos e tem feito campanha contra a prática por muitos anos. Ela também apoia todos os pediatras que ativamente dão voz a essa questão". Mais de 200 milhões de meninas e mulheres em todo o mundo estão vivendo com mutilação genital de acordo com a Organização Mundial da Saúde (OMS). Em 2010, o Royal Women's Hospital, em Melbourne, informou que tratava entre 600 e 700 mulheres por ano devido a complicações associadas à MGF. Na Nova Zelândia a situação parece ser semelhante.

### Europa
Nos últimos anos, o aumento da imigração para a Europa de indivíduos de países que praticam a MGF, levou à introdução da operação nas sociedades europeias. Contudo, a taxa de prevalência da MGF é difícil de quantificar. Um estudo que investigou a MGF em grupos de mulheres imigrantes do norte da África para regiões europeias como a Escandinávia, observou que a maioria destas mulheres já tinha a MGF antes da sua migração para a Europa. Também foi estabelecido que as comunidades africanas dos países europeus continuam a praticar a MGF com as suas filhas depois de migrarem para a Europa. Como exemplo, na Suécia, um estudo realizado no Instituto Karolinska concluiu que a maioria das famílias que emigraram de países com uma cultura de MGF queria continuar a fazê-la nos seus novos países. Embora seja ilegal na Suécia desde 1982, há evidências de que a prática persiste.
A Convenção do Conselho da Europa para a Prevenção e o Combate à Violência Contra as Mulheres e a Violência Doméstica , que entrou em vigor em 1 de agosto de 2014, define e criminaliza a prática no seu artigo 38. º.
Em França a MGF é uma ofensa punível com 10 anos ou até 20 anos de prisão se a vítima estiver abaixo dos 15 anos de idade. A lei exige que qualquer pessoa denuncie qualquer caso de mutilação ou mutilação planeada. Em 2014 foi relatado que cerca de 100 pessoas na França tinham sido condenadas. Não somente a pessoa que realiza a mutilação é sentenciada, os pais que organizam o crime enfrentam processos legais também. Um estudo de 2007 estimou que cerca de 61 000 mulheres maiores de 18 anos vivendo em França tinham passado pela prática.
De acordo com a organização Terre des Femmes, há 58 mil vítimas na Alemanha e outras 13 mil estão ameaçadas de serem mutiladas, números em constante aumento devido á imigração de países tais como a Eritreia, Somália e Iraque. Só em 2019, cerca de dois mil casos foram identificados na Alemanha, sendo duzentos relativos a menores de idade - metade dos quais abaixo dos doze anos de idade.
A CISL (Confederação Italiana de Sindicatos de Trabalhadores) estima que entre 61 a 80 mil mulheres em Itália sofreram de alguma das formas de MGF. Depois de alguns casos de infibulação praticados por médicos cúmplices na comunidade de imigrantes africanos terem chegado ao conhecimento público através da cobertura dos mídia, a Lei n ° 7/2006 foi aprovada em 1/9/2006, penalizando a prática.
Na Holanda é estimado em cerca de 29 mil o número de mulheres residentes vítimas de MGF, ( oriundas principalmente da Somália, Egipto, Etiópia, Eritreia e Norte do Iraque) mas o risco da operação no próprio país é considerado baixo, havendo sim a possibilidade de acontecer em visitas de imigrantes aos seus locais de origem.
Na Noruega parece ter pouca expressão e não é considerado um problema sério no país.
Na Suécia a real prevalência da MGF entre grupos de imigrantes é desconhecida, mas houve 46 casos de suspeita de mutilação genital desde que a lei contra foi introduzida em 1982, e apenas duas condenações. Em 2014, Anissa Mohammed Hassan, uma coordenadora de origem somali duma agencia governamental em Gotalândia Oriental (Östergötland) disse que o problema não está sendo seguido ativamente pelas autoridades e o assunto é evitado por medo de ser considerado como racista ou estigmatizante de grupos étnicos minoritários. Estima-se que 90 000 mulheres e meninas com MGF vivem na Suécia actualmente.
Um estudo sobre a MGF na República russa do Daguestão, tornado público em 2016 pela ONG Legal Initiative for Russia, revelou que a MGF é generalizada no Daguestão. As meninas sofrem mutilação em tenra idade, até aos três anos. A prática foi aprovada publicamente na região, predominantemente muçulmana, por líderes religiosos como o Mufti Ismail Berdiyev. que declarou que "todas as mulheres devem ser circuncisadas para que não haja deboche na terra", no que foi apoiado também por um clérigo cristão ortodoxo, Vsevolod Chaplin, que no entanto acrescentou que as mulheres ortodoxas não precisavam, pois não eram promíscuas.
Em Espanha, desde 2003, uma lei específica pune a MGF, com até 12 anos de prisão, mesmo que o delito tenha sido cometido no exterior do país. Não se sabe qual a real dimensão do problema. Em 2015 foi noticiado que os profissionais de saúde espanhóis iriam intensificar o escrutínio das famílias de países onde a mutilação genital feminina é praticada e, em alguns casos, pedir aos pais que assinem uma declaração prometendo que suas filhas não estarão sujeitas à MGF.
No Reino Unido, a MGF é também proibida e penalizada por uma lei própria desde 1985. Levar uma cidadã do Reino Unido ou residente permanente para o estrangeiro para efeitos de MGF é uma infracção penal mesmo se for legal no país para onde a menina é levada. Desde abril de 2014, todos os hospitais do NHS (serviço nacional de saúde britânico) registarão se uma paciente tiver sofrido a MGF ou se houver uma história familiar. Até 2014, ainda não tinha havido nenhuma condenação no território
O número de mulheres com idade de 15 a 49 anos, residente na Inglaterra e no País de Gales, nascidos em regiões que praticam a MGF tendo migrado para o Reino Unido foi de 182 mil em 2001 e aumentou para 283 mil em 2011. O número de mulheres nascidas no Corno de África, onde a MGF é quase universal e o tipo mais severo de MGF é comumente praticado, aumentou de 22 000 em 2001 para 56 000 em 2011. Estima-se que o número de mulheres de todas as idades submetidas a MGF fosse 137 000 em 2011. O número de mulheres de idades 15 a 49 anos que sofreram MGF foi estimado em 66 000 em 2001 e houve um aumento para 103 000 em 2011. A cidade com a maior prevalência da MGF em 2015 foi Londres, a uma taxa de 28,2 por 1 000 mulheres com idade de 15 a 49 anos.
Apesar da lei, estima-se que cerca de 500 mulheres ou crianças britânicas são mutiladas por ano, sem uma única condenação.

## Motivações
Razões comuns para a MGF citada pelas mulheres nas pesquisas são aceitação social, religião, higiene, preservação da virgindade, maior possibilidade de casamento e aumento do prazer sexual masculino. Num estudo no norte do Sudão, publicado em 1983, apenas 17,4 por cento das mulheres se opuseram à MGF (558 de 3 210), e a maioria preferia excisão e infibulação em vez de clitoridectomia. As atitudes estão a mudar lentamente. No Sudão, em 2010, 42% das mulheres que conheciam a MGF disseram que a prática deveria continuar. Em vários inquéritos posteriores, desde 2006, mais de 50% das mulheres no Mali, da Guiné, da Serra Leoa, da Somália, da Gâmbia e do Egipto apoiaram a continuidade da MGF ; no entanto, mesmo nos países onde a MGF é quase universal, o nível de apoio entre as meninas e mulheres é menor do que o nível de prevalência.
Superstições e mitos também têm uma parte importante na MGF. Os Bambaras, do Mali, acreditam que o clitóris matará um homem se entrar em contato com o pénis durante uma relação sexual. Na Nigéria, alguns grupos acreditam que um bebê morrerá se sua cabeça tocar o clitóris durante o parto. Hanny Lightfoot-Klein relata que "acredita-se no Sudão que o clitóris vai crescer até ao comprimento do pescoço de um ganso, até oscilar entre as pernas, em rivalidade com o pênis do macho, se não for cortado".
A médica Olayinka Koso-Thomas em 1987 entrevistou 50 mulheres em Serra Leoa, que tinham tido experiências sexuais antes da MGF. Todas relataram uma diminuição da satisfação sexual após a operação, mas não estabeleciam a relação. Gerry Mackie anota que as consequências da MGF podem ser aceites como "normais", e próprias da condição femininaː se ela for praticada em todas as meninas antes da puberdade, não existe termo de comparação e não é feita a ligação entre causa e efeitos. Uma explicação comum dada para a MGF é simplesmente que "é o costume aqui".
De acordo com Gerry Mackie, a MGF é encontrada apenas em grupos islâmicos ou adjacentes (alguns cristãos vizinhos — cita os coptas do Egipto — praticam-no para evitar a condenação).A MGF é pre-Islâmica, mas foi exagerada pelo seu cruzamento com o código de modéstia islâmica de honra da família, pureza feminina, virgindade, castidade, fidelidade e reclusão.
O Alcorão é omisso quanto à MGF, mas alguns hádices citam-na. O mais conhecido, usado muitas vezes para avalizar a MGF, é o que descreve como o Profeta passou por uma circuncisadora em Medina e disse à mulher: "Não corte demais, porque é melhor para a mulher e mais desejável para o marido" As diversas escolas jurídicas islâmicas sunitas apresentam vários pontos de vista sobre o procedimento, a maliquita e os hanbalita julgam-na Suna (boa prática), a hanafita pensa ser macruma (não requerida, mas preferível aos olhos de Alá), e os chafeíta consideram-na obrigatória. Também as escolas xiitas a consideram um acto nobre, embora não obrigatório.
Os crentes que condenam a MGF fazem-no citando o próprio Alcorão, essencialmente a Sura 32 — As Sajdah ː " Ele (Alá) que fez tudo o que Ele criou mais perfeito: Ele iniciou a criação do homem com nada mais do que argila". — isto é, tudo à face da Terra se encontra já na sua forma mais perfeita, incluindo a Mulher.
Fátuas (fatwas) existem proibindo a MGF, favorecendo-a, ou deixando a decisão aos pais.

## Em Portugal
Em Portugal segundo a Associação para o Planeamento da Família, há mais de 8 000 mulheres, raparigas e meninas que foram vítimas ou que estão em risco de serem sujeitas à prática. Os registos oficiais — baseados maioritariamente nos casos que chegam aos hospitais — aponta para cerca de 6 500 mulheres mutiladas, praticamente todas elas oriundas de comunidades muçulmanas de origem africana, na sua maioria da Guiné-Bissau, e também da Guiné-Conacri, Senegal e Egito. Os casos são muitas vezes detetados por médicos apenas quando recebem as mulheres e meninas na sequência das complicações psicológicas, sexuais, obstétricas, urológicas ou ginecológicas.
A jornalista do Público, Sofia Branco, fazendo em 2002 uma reportagem sobre o assunto entre a comunidade de origem guineense, acabou convidada a fazer a MGF por uma excisadora.
A MGF tornou-se um crime autónomo no Código Penal Português, através da Lei nº 83/2015. A prática de MGF passou a ser crime punível por lei com pena de prisão de 2 a 10 anos. São também considerados crime todos os atos preparatórios de MGF, nomeadamente, levar as mulheres ou crianças a viajar para fora do país com o objetivo de serem submetidas a MGF.
Nos primeiros dias de 2021, Rugui Djaló, cidadã guineense residente em Portugal, foi condenada a 3 anos de prisão por ter submetido à prática uma filha, na altura com um ano de idade, durante uma estadia de três meses na Guiné-Bissau, em 2019. Foi o primeiro julgamento por este crime em Portugal.

## Legislação
- Guiné-Bissau — Em meados de 2011, foi aprovada, pelo parlamento guineense, uma lei, proibindo e criminalizando a prática da mutilação genital feminina.[166]
- Gâmbia — Em 2015, o País torna a prática proibida.[167][168]
- Colômbia — A morte consequente de mutilação genital foi contemplada pela lei do feminicídio, de 2015.[169]

Os países que assinaram o Protocolo sobre os Direitos das Mulheres Africanas são: Cabo Verde, Ilhas Comoros, Jibuti, Gâmbia, Lesoto, Líbia, Malávi, Mali, Namíbia, Nigéria, Ruanda, Senegal, África do Sul e Benin.
Na Nigéria, antes de passar o cargo para Muhammadu Buhari, o então presidente da Nigéria Jonathan Goodluck assinou no mês de Maio de 2015, uma lei para as mulheres: a proibição da mutilação genital feminina.
Em Março de 2017, o novo Código Penal da Angola também passou a proibir a prática da mutilação genital feminina.